# Nueva Reforma, Yecuatla
Nueva Reforma är en ort i Mexiko.   Den ligger i kommunen Yecuatla och delstaten Veracruz, i den sydöstra delen av landet, 250 km öster om huvudstaden Mexico City. Nueva Reforma ligger 981 meter över havet och antalet invånare är 139.
Terrängen runt Nueva Reforma är varierad. Runt Nueva Reforma är det ganska tätbefolkat, med 93 invånare per kvadratkilometer. Närmaste större samhälle är Misantla, 15,8 km norr om Nueva Reforma. I omgivningarna runt Nueva Reforma växer i huvudsak städsegrön lövskog.